# Lady (motorfiets)

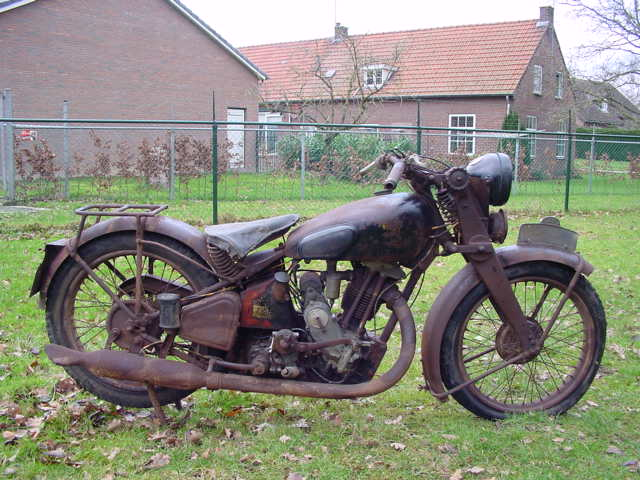
Lady 350cc kopklepper uit 1934

Lady is een historisch Belgisch motorfietsmerk.
De bedrijfsnaam was Ets. Lady S.A. Sainte-Mariabourg, Anvers (1924-1940).
De fabriek was gevestigd in de Gezondheidslei (nu Frans Standaertlei) in Mariaburg (Antwerpen Ekeren).
Lady was een Belgisch motormerk, opgericht door de Nederlandse constructeur Lambert van Ouwerkerk. Mede-constructeur en technisch directeur was een andere Nederlander, ingenieur Lucas Steenbergen. Steenbergen had al eerder gewerkt voor FN en New Imperial.
Lady motorfietsen hadden aanvankelijk moderne gelaste frames met een driehoeksconstructie waarbij de tank dragend was. Van 1924 tot 1928 maakte men voornamelijk lichte machines met 150-, 175- en 250cc Villiers tweetaktmotoren. In 1927 kwam er een 350cc versie met een gesoldeerd frame, de "Toerisme", eveneens met een Villiers motor. Er kwam ook een "Grand Sport" versie van deze 350cc machine. Deze machine had al een zadeltank, die weliswaar al in 1924 was uitgevonden, maar beslist nog geen gemeengoed was.
In 1928 werd de fabriek gemoderniseerd en verschenen ook de eerste viertaktmotoren. Dit waren 350- en 500cc modellen met JAP zij- en kopklepmotoren en Burman drieversnellingsbakken. Engelse motoren waren in die tijd bijzonder populair en stonden voor kwaliteit en zelfs prestige. Lady sloot hier niet alleen qua naam, maar ook qua uiterlijk én natuurlijk door de Engelse motor, bij aan. In 1928 bestond de catalogus uit de 350cc H29 Sport 3½HP met een JAP zijklepmotor, de 350cc Grand Sport 3½HP met JAP kopklepmotor, de 500cc de K29 Sport 5HP met een JAP zijklepmotor en de 500cc M29 Grand Sport 5HP met een JAP kopklepmotor.
In 1929 nam Lady het merk PA over. De zwaardere Lady modellen kregen vanaf dat moment ook de Blackburne en MAG blokken die de laatste PA modellen ook gebruikt hadden. Als "spaarmodel" verscheen de "Ladylette", een licht motorfietsje met een 200cc Villiers tweetaktmotor. Ondanks de lage prijs (4.950 BF) had dit machientje toch beenschilden, drie versnellingen en een elektrische verlichtingsinstallatie. Bovendien werd Lady het eerste merk op het Europese vasteland dat een kant en klare dirttrack-machine (de Lady DT, aanvankelijk met een JAP-, maar later met 350cc-AJS-motor) aanbood. Aan het begin van de jaren dertig begon Lady behoorlijk succesvol te worden in allerlei wedstrijden, zowel grasbaanraces als wegraces. De Nederlandse importeur Chris Langmuur kreeg het rond 1931 zelfs voor elkaar dat speciaal voor de Nederlandse coureurs een serie baanmotoren werd gebouwd, waardoor een Nederlands fabrieksteam ontstond.
In 1931 werden de laatste JAP motoren vervangen door Blackburne inbouwmotoren. Later werden ook Matchless en Ajax motoren ingebouwd. Deze "Ajax" exemplaren waren de blokken van de Gebroeders Stevens, die hun inbouwmotoren onder deze naam verkochten nadat hun eigen merk "AJS" door Matchless was overgenomen. Het topmodel van Lady was de "Comfort" die in 1932 verscheen. Deze was voorzien van een Rudge-Python 500cc motor met vier kleppen. Deze luxe machine was de eerste Belgische motor met achtervering (cantilever) en werd in advertenties aangeprezen als "Pullman de Route" (Pullman van de weg). In de wegrace, met name in België, werden goede resultaten geboekt. Marguerite werd in 1932 en 1933 250cc kampioen van België.
De gevolgen van de beurskrach van 1929 deden zich ook in België gelden en juist bedrijven die in die tijd vasthielden aan kwalitatief hoogwaardige, luxe en daardoor relatief dure producten kregen het moeilijk. Halverwege de jaren dertig begon ook Ets. Lady S.A de gevolgen te voelen In 1936 beëindigde Langmuur de import naar Nederland. In hetzelfde jaar trok van Ouwerkerk zich terug en nam ir. Steenbergen de zaak over. In 1938 werd nog een model met een 500cc JAP motor met bovenliggende nokkenas uitgebracht. De cantileververing van de "Comfort" werd vervangen door plunjervering en er verscheen een triporteur met een ILO tweetaktmotor. De neerwaartse spiraal was niet meer te
doorbreken en bij het uitbreken van de Tweede Wereldoorlog sloot de fabriek haar poorten.
Volgens sommige bronnen moest door het vasthouden aan de dure modellen in 1940 faillissement worden aangevraagd. Volgens andere bronnen maakte het uitbreken van de Tweede Wereldoorlog een einde aan de productie. Waarschijnlijk is het een combinatie van beide. Import van inbouwmotoren uit het Verenigd Koninkrijk was vanwege de oorlog onmogelijk, maar er was ook niets meer te importeren: Associated Motor Cycles, waarin AJS en Matchless verenigd waren, bouwde volop de G3 legermotoren, JAP maakte 240.000 industriële motoren voor de oorlogsindustrie, naast vliegtuigonderdelen en ontstekingen voor explosieven, Rudge was al bijna failliet maar werd door het Britse War Office ingezet voor de bouw van radarinstallaties, het Zwitserse MAG bouwde tijdens de oorlog geen motorblokken en het Duitse ILO draaide volop oorlogsproductie voor de Wehrmacht.
Het machinepark van "Lady" ging naar de "Etablissementen Moorkens NV (FAMO)", importeur voor België van
Ariel, BSA, BMW, DKW, DMF, Excelsior, Panther, Sunbeam, Terrot, Vincent-HRD en Zündapp, die er na de oorlog de Cylon motorfietsen mee ging produceren. Op de plaats waar vroeger de Lady fabriek stond is nu een parochiehuis en een schooltje.

## Lady tijdlijn
- 1924-1926: Introductie eerste model met 150cc-Villiers-tweetaktblokje. Later aangevuld met Villiers-modellen van 175, 250 en 350 cc.
- 1927: Nieuwe 175cc-Sport met Villiers-motor.
- 1928: Reorganisatie en vernieuwing fabriek, introductie van 350cc- en 500cc-viertakten met JAP-kopklepmotoren.
- 1929: Overname Praillet et Antoine (PA), introductie "Ladylette" (200cc-Villiers), 500cc-MAG-kopkleppers, ook voor wedstrijdgebruik, 500cc-zijklepper voor zijspangebruik. Introductie Lady DT (Dirt Track) met een 350cc AJS kopklepper die op methanol liep.
- 1931: JAP-motoren worden vervangen door Blackburne-blokken.
- 1932: Introductie van het topmodel Lady Comfort "Pullman de Route" met 500cc-Rudge-Python-motor.
- 1933: Opwaardering van de Lady DT met een 350cc-AJS-racemotor. Introductie van een nieuwe 200cc-tweetakt, uiteraard met Villiers-blok.
- 1936: Ingenieur van Ouwerkerk trekt zich terug, leiding in handen van ingenieur Steenbergen.
- 1937: Introductie van nieuwe modellen met AJS-350cc-kopklepmotor en Matchless 500cc-zijklepmotor. Tevens introductie van een triporteur met JLO-motor.
- 1940: Uitbreken Tweede Wereldoorlog, einde productie van Lady-motorfietsen.